# رقع الطبلة
رقع الطبلة هي عملية جراحية تُجرى لإعادة بناء طبلة الأذن (الغشاء الطبلي) و/أو العظام الصغيرة في الأذن الوسطى (العظيمات).

## تصنيف
تنقسم جراحة رقع طبلة الأذن إلى خمسة أنواع مختلفة، تم وصفها في الأصل من قِبل هورست لودفيج وولشتاين (1906-1987) في عام 1956.
1. يتضمن النوع الأول إصلاح الغشاء الطبلي وحده، عندما تكون الأذن الوسطى طبيعية. إن رأب الطبلة من النوع الأول هو مرادف لرأب الطبلة.
2. يتضمن النوع الثاني إصلاح الغشاء الطبلي والأذن الوسطى على الرغم من العيوب الطفيفة في عظيمات الأذن الوسطى.
3. يتضمن النوع الثالث إزالة العظميات والردب فوق الطبلي عندما يكون هناك عيوب كبيرة في المطرقة والسندان. يتم إصلاح الغشاء الطبلي وتوصيله مباشرة برأس الركاب.
4. يصف النوع الرابع إصلاحًا لصفيحة القدمية الركابية المتحركة، لكن السيقان مفقودة. تُصبح الأذن الوسطى الناتجة تحوي قناة استاكيوس و الطبل السفلي فقط.
5. النوع الخامس هو إصلاح يتضمن وضع صفيحة قدمية ركابية ثابتة.

## رأب الطبلة
يشير مصطلح «رَأْبُ الطَّبْلَة» إلى إصلاح الغشاء الطبلي وحده. هناك عدة خيارات لعلاج طبلة الأذن المثقبة. فإذا كان الثقب من صدمة حديثة، فإن العديد من أخصائي الأنف والأذن والحنجرة لن يختاروا التدخل الجراحي للإصلاح، لأن معظم الصدمات الحديثة تلتئم من تلقاء نفسها. بعد ذلك، يمكن النظر في الجراحة إذا لم يتم التئام وشفاء الطبلة.

## إعادة بناء العُظيمات
هذا الإجراء مطلوب إذا كان هناك تلف في سلسلة العظام في الأذن الوسطى. العظام المصابة بشكل شائع هي النتوء السنداني الطويل، لتعرضه المتكرر للنخر. يمكن إصلاح السلسلة العظمية باستخدام طعم ذاتي من السندان أو الغضروف. كما يتم استخدام الغرسات الصناعية المصنوعة من التيتانيوم أو الهيدروكسي أباتيت أو التفلون.

## النهج الجراحي
يمكن إجراء رقع الطبلة من خلال قناة الأذن، و من خلال شق في الأذن (طريقة عبر الطبلة) أو من خلال شق خلف الأذن (طريقة ما بعد الأذن). يمكن أخذ رقعة، لإعادة بناء الغشاء الطبلي. تشمل المواقع الشائعة للرقعة، اللفافة الصدغيّة والزنمة. تستغرق الجراحة من ساعة إلى ساعة واحدة إذا تم إجراؤها عبر قناة الأذن وساعة ونصف إلى ساعتين إذا كانت هناك حاجة إلى شق. يتم ذلك تحت التخدير الموضعي أو التخدير العام. يتم إجراؤه في عنابر التنويم أو في قسم جراحات اليوم الواحد وتبلغ نسبة نجاح العملية 85-90٪.

## التاريخ
أول محاولة مسجلة لإصلاح الغشاء الطبلي قام بها ماركوس بانزر عام 1640 باستخدام أنبوب عاجي مغطى بمثانة الخنزير.

### أغشية طبلة اصطناعية
في منتصف القرن التاسع عشر، طوّر كل من أخصائيي طب الأنف والأذن والحنجرة البريطانيين جيمس ييرزلي وجوزيف توينبي تصميمهم الخاص لطبلة الأذن الاصطناعية. على الرغم من الحماس المبدئي لهذه الأجهزة، إلا أن استخدام الاجهزة خلال النصف قرن التالي لاختراعها أظهرت أهميتها القلية في علاج طبلة الأذن المثقبة، والتي تلتئم بشكل طبيعي بشكل عام وبدون تدخل جراحي.

## روابط خارجية
- تمزق طبلة الأذن: العلاج - MayoClinic.com